# Buenavista (norra Xilitla kommun)
Buenavista är en ort i Mexiko.   Den ligger i kommunen Xilitla och delstaten San Luis Potosí, i den centrala delen av landet, 230 km norr om huvudstaden Mexico City. Buenavista ligger 1 061 meter över havet och antalet invånare är 304.
Terrängen runt Buenavista är kuperad åt nordost, men åt sydväst är den bergig. Runt Buenavista är det ganska tätbefolkat, med 160 invånare per kvadratkilometer. Närmaste större samhälle är Villa Terrazas, 14,1 km öster om Buenavista. Omgivningarna runt Buenavista är en mosaik av jordbruksmark och naturlig växtlighet.